# Valentin Sulzbacher
Valentin Sulzbacher (Austria, 11 de marzo de 2005) es un futbolista austríaco que juega de centrocampista en el Red Bull Salzburgo de la Bundesliga.

## Trayectoria
Es canterano del Red Bull Salzburgo, donde firmó su primer contrato profesional en julio de 2024, tras haber iniciado su carrera profesional en el F. C. Liefering de la 2. Liga en abril de 2022.
En la temporada 2024-25, se había consolidado como titular en el Liefering, pero también en el equipo juvenil del Salzburgo en la Liga Juvenil de la UEFA, capitaneando el equipo que alcanzó la semifinal de la competición. Sin embargo, se perdió este último partido de la competición, ya que se había incorporado permanentemente al equipo del Salzburgo.
Debutó con el Red Bull Salzburgo en la victoria por 2-1 en la Bundesliga austríaca contra el F. C. Blau-Weiß Linz el 6 de abril de 2025.

## Selección nacional
Es internacional en las categorías inferiores de la selección austríaca, con la que ha jugado desde la sub-19 hasta la sub-21.

## Estadísticas

### Clubes
Actualizado al último partido disputado el 6 de noviembre de 2024.
| Club                         | Div.          | Temporada     | Liga  | Liga  | Liga   | Copas nacionales | Copas nacionales | Copas nacionales | Copas internacionales | Copas internacionales | Copas internacionales | Total | Total | Total  |
| Club                         | Div.          | Temporada     | Part. | Goles | Asist. | Part.            | Goles            | Asist.           | Part.                 | Goles                 | Asist.                | Part. | Goles | Asist. |
| ---------------------------- | ------------- | ------------- | ----- | ----- | ------ | ---------------- | ---------------- | ---------------- | --------------------- | --------------------- | --------------------- | ----- | ----- | ------ |
| F. C. Liefering · Austria    | 2.ª           | 2021-22       | 1     | 1     | 0      | —                | —                | —                | —                     | —                     | —                     | 1     | 1     | 0      |
| F. C. Liefering · Austria    | 2.ª           | 2023-24       | 13    | 0     | 2      | —                | —                | —                | —                     | —                     | —                     | 13    | 0     | 2      |
| F. C. Liefering · Austria    | 2.ª           | 2024-25       | 13    | 1     | 1      | —                | —                | —                | —                     | —                     | —                     | 13    | 1     | 1      |
| F. C. Liefering · Austria    | Total club    | Total club    | 27    | 2     | 3      | 0                | 0                | 0                | 0                     | 0                     | 0                     | 27    | 2     | 3      |
| Red Bull Salzburgo · Austria | 1.ª           | 2024-25       | 6     | 0     | 0      | —                | —                | —                | 1                     | 0                     | 1                     | 7     | 0     | 1      |
| Red Bull Salzburgo · Austria | Total club    | Total club    | 6     | 0     | 0      | 0                | 0                | 0                | 1                     | 0                     | 1                     | 7     | 0     | 1      |
| Total carrera                | Total carrera | Total carrera | 33    | 2     | 3      | 0                | 0                | 0                | 1                     | 0                     | 1                     | 34    | 2     | 4      |